# Leo T. McCarthy
Leo Tarcissus McCarthy (* 15. August 1930 in Auckland, Neuseeland; † 5. Februar 2007 in San Francisco, Kalifornien) war ein US-amerikanischer Politiker. Zwischen 1983 und 1995 war er Vizegouverneur des Bundesstaates Kalifornien.

## Werdegang
Im Alter von vier Jahren kam Leo McCarthy mit seinen Eltern nach San Francisco, wo er die öffentlichen Schulen besuchte. Danach studierte er an der University of San Francisco das Fach Geschichte. Nach einem Jurastudium an der San Francisco Law School und seiner Zulassung als Rechtsanwalt begann er in diesem Beruf zu arbeiten. In den Jahren 1951 und 1952 diente er während des Koreakrieges in der United States Air Force. Politisch schloss er sich der Demokratischen Partei an. Zwischen 1964 und 1968 gehörte er dem Stadtrat von San Francisco an; von 1969 bis 1983 saß er in der California State Assembly. Von 1974 bis 1980 war er Vorsitzender dieser Kammer.
1982 wurde McCarthy zum Vizegouverneur von Kalifornien gewählt. Dieses Amt bekleidete er nach zwei Wiederwahlen zwischen 1983 und 1995. Dabei war er Stellvertreter des republikanischen Gouverneurs George Deukmejian und Vorsitzender des Staatssenats. Seit 1991 diente er unter dem neuen Gouverneur Pete Wilson. Im Juli 1988 nahm er als Delegierter an der Democratic National Convention in Atlanta teil. Im selben Jahr kandidierte er erfolglos für den US-Senat. Vier Jahre später scheiterte eine weitere Kandidatur für den Senat bereits in den Vorwahlen seiner Partei. Eine Wiederwahl als Vizegouverneur war nach drei Amtszeiten verfassungsrechtlich nicht möglich.
Nach dem Ende seiner Amtszeit zog sich McCarthy aus der Politik zurück. Er gründete eine Investmentfirma und war an der Gründung des Leo T. McCarthy Center for Public Service and the Common Good an der University of San Francisco beteiligt. Er starb am 5. Februar 2007 in San Francisco an Nierenversagen.